# 다치바나촌 (이바라키현 나메가타군)
다치바나촌(立花村)은 이바라키현 나메가타군에 일찍이 존재했던 촌이다.

## 지리
- 현재의 기타카타시 서부, 구 다마쓰쿠리정의 북서부에 위치한다.
- 촌은 가스미가우라호의 동안에 위치한다.
- 촌내는 고원과 평지가 뒤섞인 골짜기가 많은 지형이다.

## 역사
- 1889년 4월 1일 - 정촌제 시행에 의해 기타카타군 다치바나촌이 성립하였다.
- 1955년 1월 1일 - 다마쓰쿠리정, 데가촌, 다마가와촌, 아라하라촌과 합병해, 새로운 다마쓰쿠리정이 성립하여, 동일 다치바나촌은 폐지되었다.

## 지리
| 1891년 | 2,132 |
| 1920년 | 2,533 |
| 1935년 | 2,871 |
| 1950년 | 3,724 |
| 1955년 | 3,688 |

## 교통

### 철도
- 가시마 산구철도 (→ 간토철도 → 가시마 교통)
  - 가시마 철도선

※가시마 철도선은 2007년 4월 1일에 폐지

## 참고문헌
- 角川日本地名大辞典編纂委員会『가도카와 일본 지명 대사전 8 茨城県』、가도카와 쇼텐、1983年 ISBN 4-04-001080-9